# 6389 Ogawa
6389 Ogawa è un asteroide della fascia principale. Scoperto nel 1990, presenta un'orbita caratterizzata da un semiasse maggiore pari a 2,7505634 UA e da un'eccentricità di 0,0627186, inclinata di 6,51704° rispetto all'eclittica.